# مرداب‌های کرالا

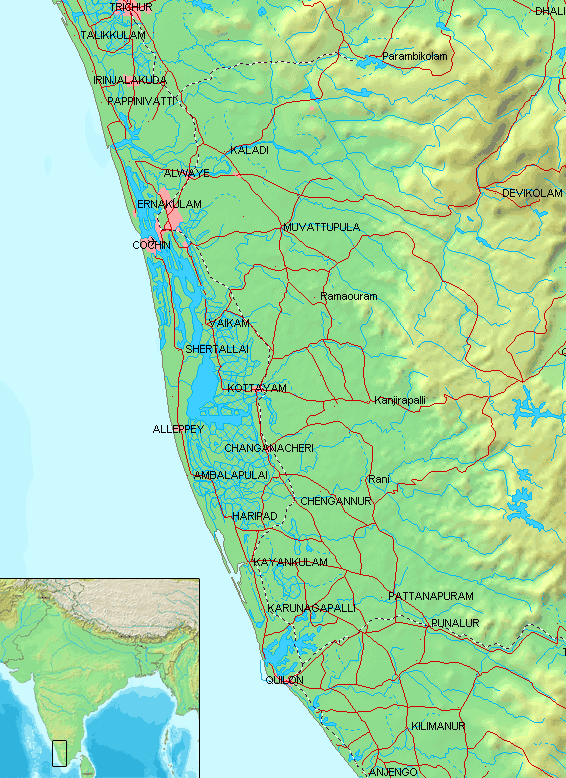
نقشه مرداب‌های کرالا.

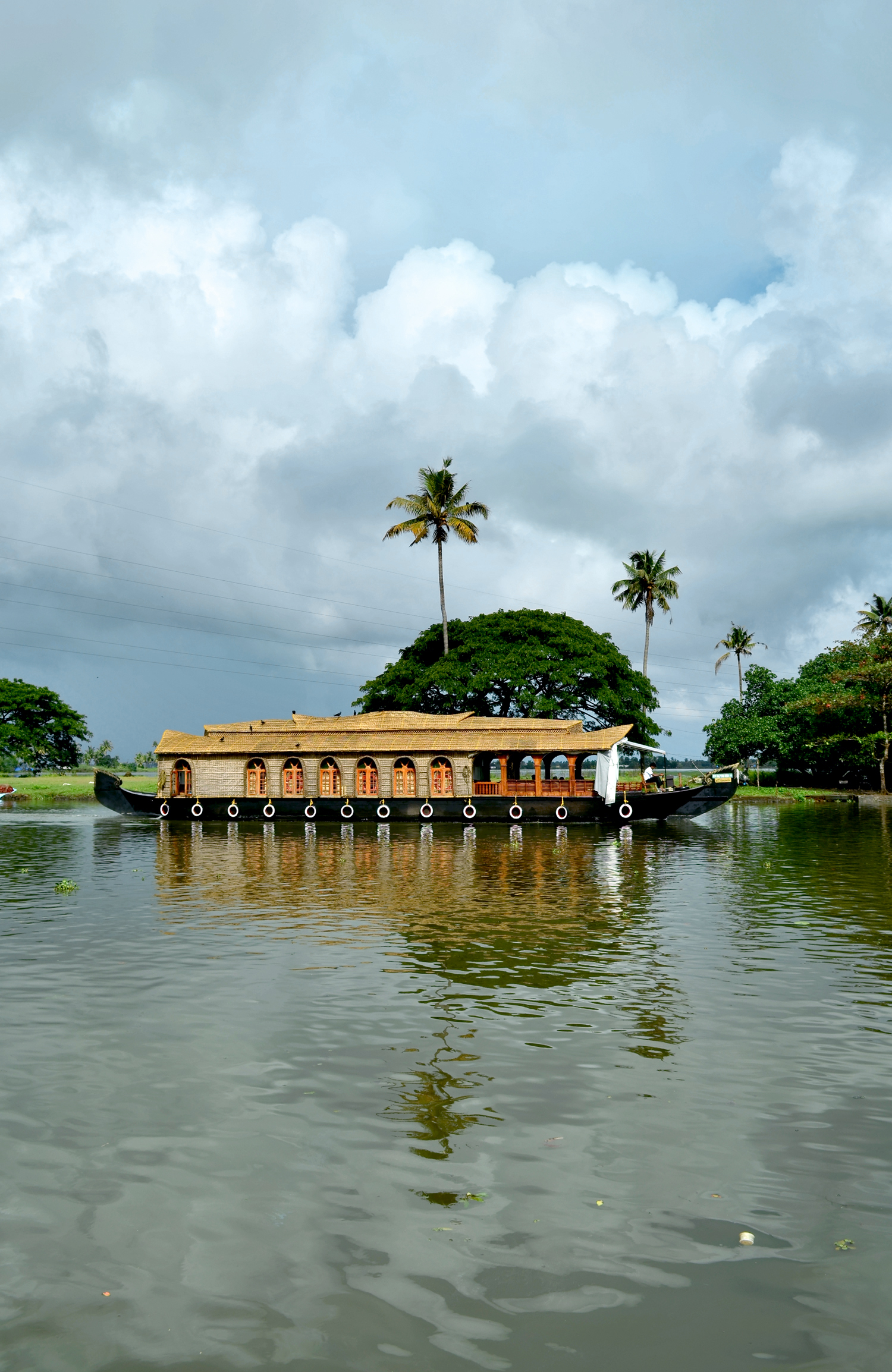
نمای یک خانه قایقی از دریاچه ومباناد.

مرداب‌های کرالا (انگلیسی: Kerala backwaters) مجموعه‌ای از مرداب‌ها، تالاب‌ها و دریاچه‌های آب شور است که در امتداد ساحل دریای عرب (ساحل مالابار) در ایالت کرالا هند واقع شده‌اند. این شبکه آبی شامل پنج دریاچه بزرگ است که توسط کانال‌های طبیعی و مصنوعی به هم متصل شده‌اند و توسط ۳۸ رودخانه تغذیه می‌شوند. منطقه مرداب‌های کرالا در نیمی از طول ایالت کرالا گسترده شده است. مرداب‌های کرالا یکی از مهم‌ترین جاذبه‌های گردشگری ایالت کرالا است. گردشگران برای دیدن این منطقه از قایق‌های سنتی کرالا (معروف به کِتووالام) استفاده می‌کنند.
مرداب‌های کرالا شبکه آرامی از آبراهه‌ها است که در حاشیه آنها درختان نخل صف کشیده‌اند. این شبکه آبی از ساحل کرالا، از کوچی (کوچین) تا کولام (کویلون) در هند گسترده شده است. بندر اصلی ورودی بین کوچی و کولام، شهر آلاپوژا (آلِپی) است. در قلب این مرداب‌ها، دریاچه وسیع ومباناد قرار دارد. به‌طور سنتی، مرداب‌ها توسط مردم محلی برای حمل و نقل، ماهیگیری و کشاورزی استفاده می‌شود. مسابقه‌های سالانه قایق‌های مارشکل، که در امتداد مرداب‌ها برگزار می‌شود، نیز منبع سرگرمی بزرگی برای مردم محلی و گردشگران است.
مرداب‌های کرالا محصول شبکه‌ای از دریاچه‌ها، کانال‌ها، خورها و دلتاهای چهل و چهار رودخانه هستند که به دریای عرب می‌ریزند. مرداب‌های کرالا یک اکوسیستم خودکفا هستند که مملو از حیات آبزی است. این کانال‌ها روستاها را به یکدیگر متصل می‌کنند و هنوز برای حمل و نقل محلی استفاده می‌شوند. بیش از ۹۰۰ کیلومتر از این سرزمین آبیِ پیچ در پیچ قابل تردد است.
در نقاط مختلفی از این شبکه ابی، شهرها و روستاهایی وجود دارند که مبدأ و مقصد سفرهای دریایی با قایق‌های خانه‌ای هستند. این مرداب‌ها از اکوسیستمی منحصر به فرد بهره می‌برند، جایی که آب دریای عرب با آب شیرین رودخانه‌ها تلاقی می‌کند. در برخی نقاط، برای مثال در ومباناد کایال (در منطقهٔ کوماراکوم)، سد خاکی ایجاد شده تا آب شیرین دریاچه با آب شور دریا ترکیب نشود و این آب شیرین برای مقاصد آبیاری و کشاورزی مورد استفاده قرار گیرد.

## جغرافیا
مرداب‌های کرالا در اثر حرکات موج و جریان‌های ساحلی که باعث ایجاد جزایر مانع‌شونده در دهانه‌های رودخانه‌های متعددی که از کوه‌های گات غربی به سمت پایین جریان دارند، تشکیل شده‌اند. این منطقه یک شبکه پیچیده از کانال‌ها، رودخانه‌ها، دریاچه‌ها و خلیج‌های به هم پیوسته با بیش از ۹۰۰ کیلومتر آبراه را تشکیل می‌دهد. در میان این چشم‌انداز، چندین شهر و روستا وجود دارد که به عنوان نقاط شروع و پایان سفرهای تفریحی و کشتی‌های بخار عمل می‌کنند.
منطقه مردابی کرالا از نظر جغرافیایی نوعی از پس‌شاخه رود به‌شمار می‌آید.
مرداب‌های کرالا دارای یک اکوسیستم منحصر به فرد است: آب شیرین از رودخانه‌ها با آب شور از دریای عرب مخلوط می‌شود. در برخی مناطق مانند دریاچه ومباناد، از ورود آب شور دریا به داخل جلوگیری می‌شود و آب شیرین حفظ می‌شود. این مخازن آب شیرین به‌طور گسترده برای آبیاری استفاده می‌شوند. یک آب‌بند در نزدیکی تانرموکوم ساخته شده است، تا از ورود آب شور دریا به داخل جلوگیری شود و آب شیرین حفظ شود. از این آب شیرین به‌طور گسترده برای آبیاری استفاده می‌شود.
بزرگ‌ترین پهنه مردابی در کرالا دریاچه ومباناد است که از سه منطقه می‌گذرد و در بندر کوچی به دریا می‌رسد. دریاچه ومباناد با مساحت حدود ۲۰۰ کیلومتر مربع بزرگ‌ترین دریاچه است و با آلاپوژا، کوتایام و ارناکولام هم‌مرز است. بندر کوچی (در گذشته کوچین) در شمال این دریاچه واقع شده است، جایی که دریاچه به دریای عرب می‌پیوندد. ومباناد همچنین طولانی‌ترین دریاچه هند است. دریاچه آشتامودی (هشت‌شاخه)، که به معنای واقعی کلمه هشت شاخه دارد و بخش بزرگی از منطقه کولام در جنوب را پوشش می‌دهد، دومین دریاچه بزرگ است و دروازه ورودی مرداب‌ها در نظر گرفته می‌شود.

## گونه‌های جانوری و گیاهی
مرداب‌های کرالا محل زندگی انواع جانوران آبزی منحصر به فرد مانند خرچنگ، قورباغه، گل‌خورک، پرندگان آبزی مانند پرستو دریایی، ماهی‌خورک رودخانه‌ای، مارگردن، باکلان و همچنین حیواناتی مانند سمور آبی و لاک‌پشت است. درختان نخل، نخل‌پیچ‌ها و سایر گیاهان و درختچه‌ها در امتداد مرداب‌های کرالا رشد می‌کنند و به این منطقه ظاهری سبز می‌دهند.

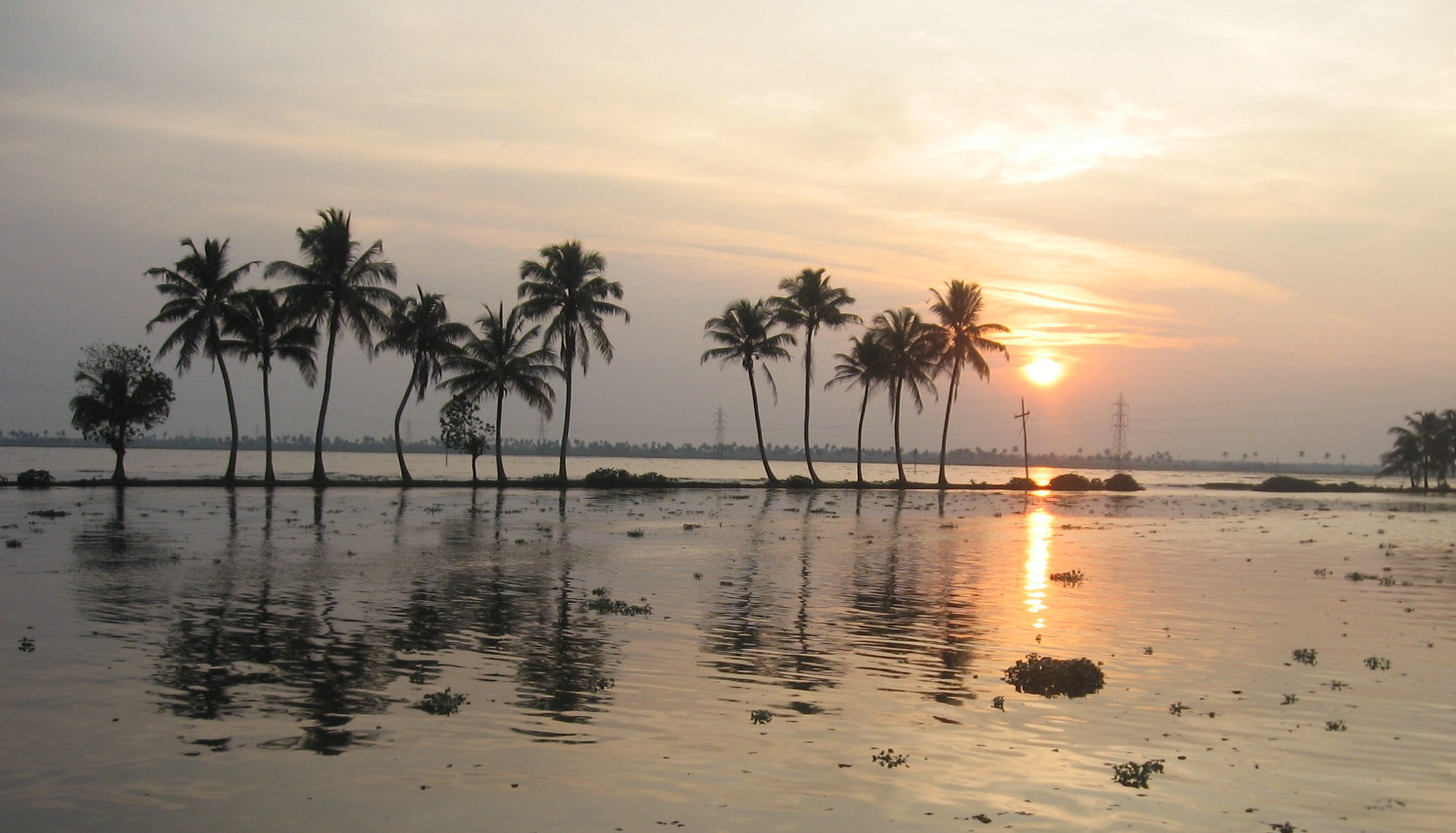
غروب آفتاب در مرداب‌ها

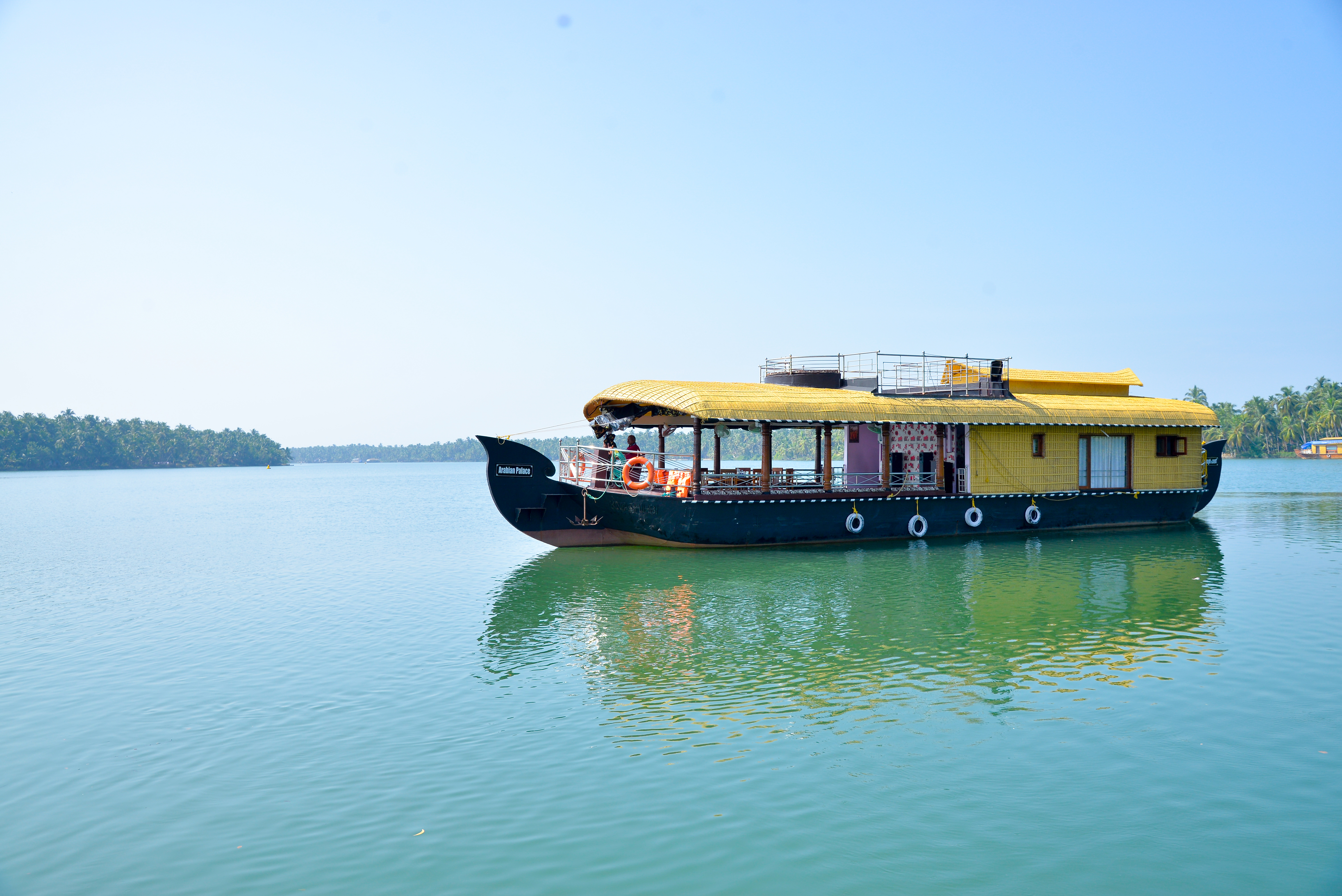
مرداب‌های کاوائی در نیلشوارم، بخش کاسرگود

## اهمیت اقتصادی
مرداب‌های کرالا قرن‌ها توسط مردم محلی برای حمل و نقل، ماهیگیری و کشاورزی استفاده می‌شده است. بسیاری از تجارت‌های محلی از طریق کشتیرانی داخلی انجام می‌شود، ماهیگیری یک صنعت مهم است و با استفاده از آبیاری و زهکشی، کشاورزی به ویژه کشت برنج به‌طور گسترده انجام می‌شود. اخیراً، تلاش‌های کشاورزی در این منطقه با احیای برخی از اراضی در مرداب‌ها برای پرورش برنج، به‌ویژه در منطقه کتاناد، تقویت شده است. علاوه بر این، قایق‌سازی و صنعت الیاف نارگیل نیز از صنایع سنتی این منطقه هستند.

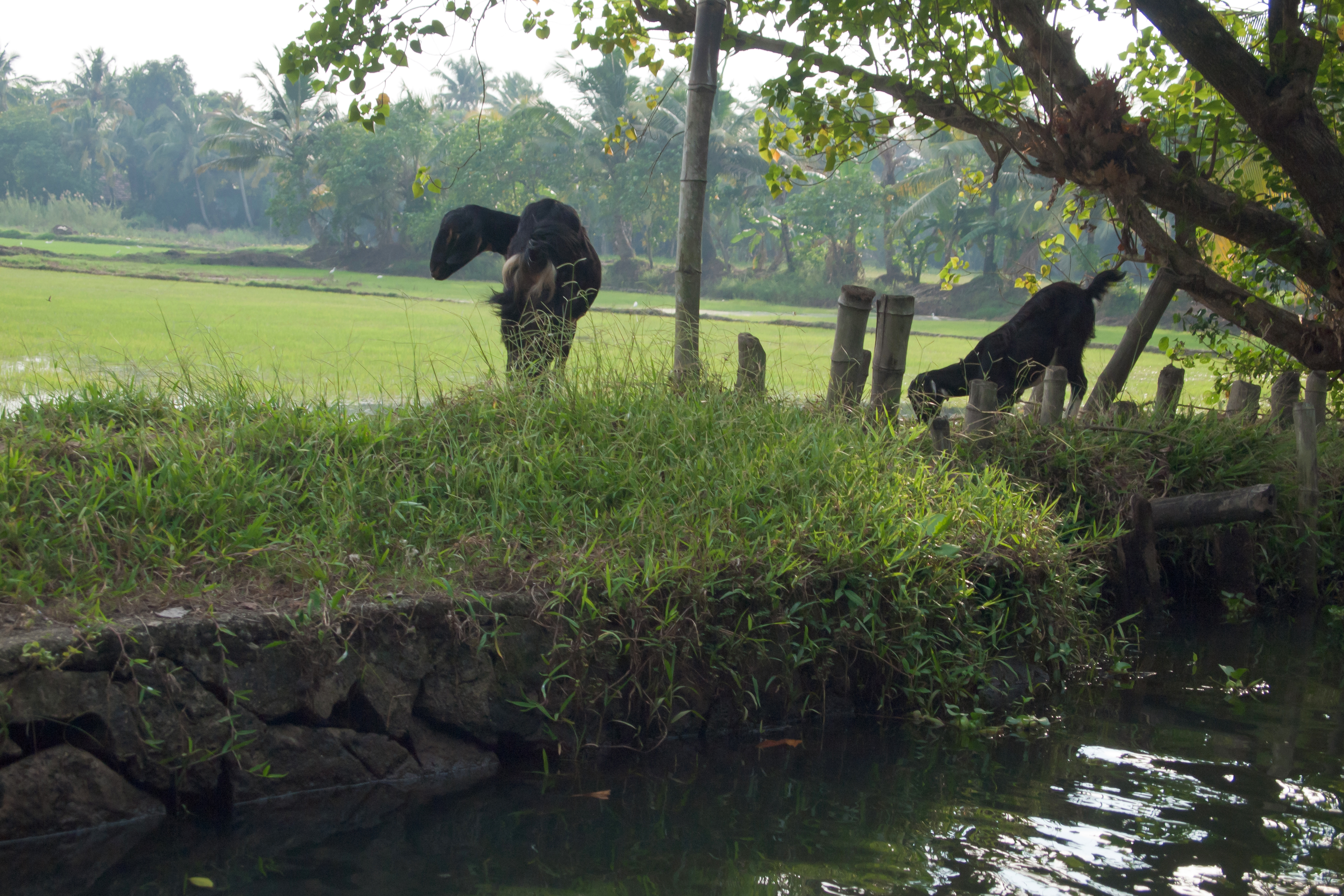
شالیزارهای منطقه کتاناد

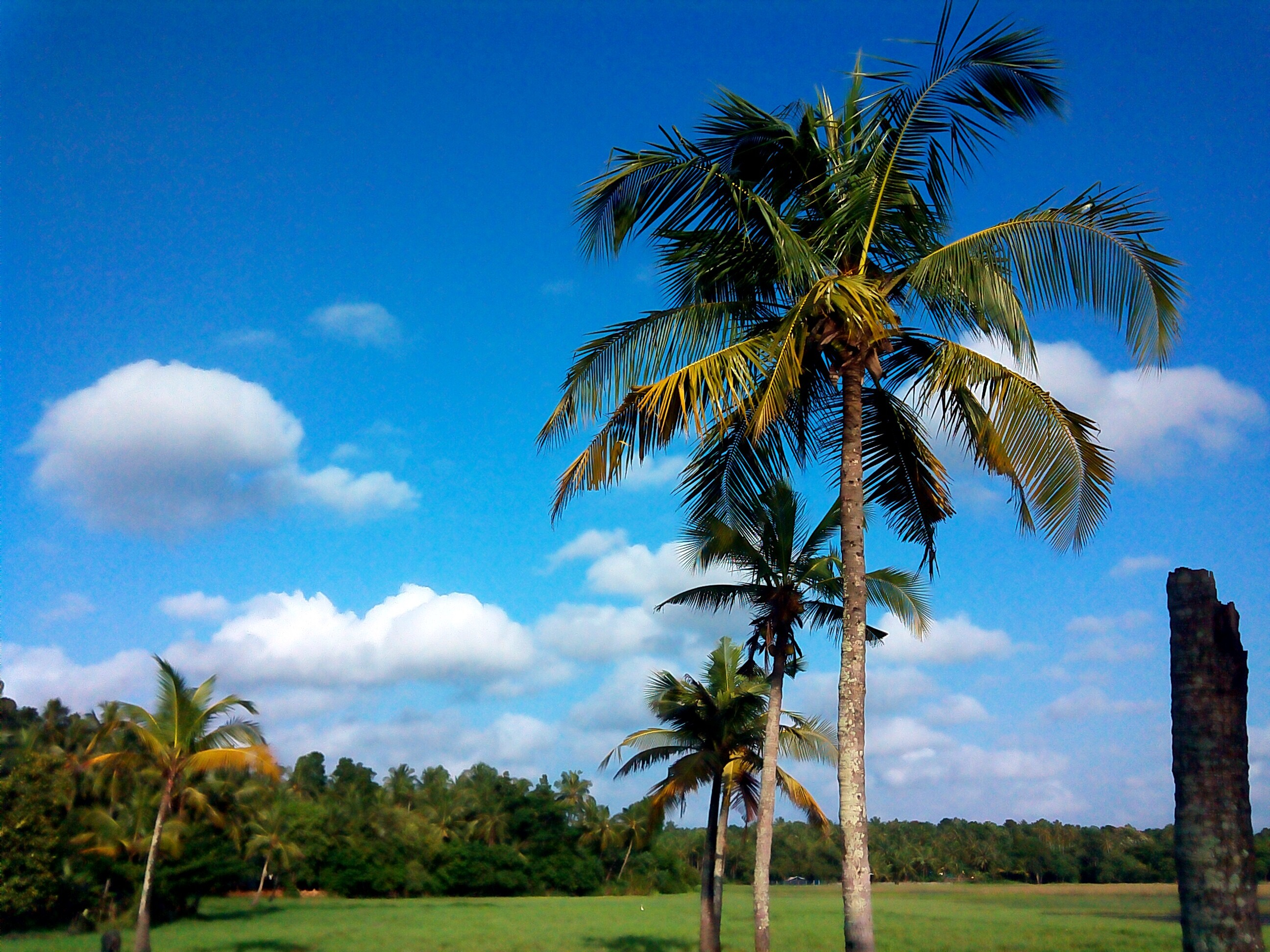
شالیزاری در اداپال، در ساحل آبراه بیام، پونانی، هند

منطقه کتاناد با آبراه‌هایی پوشیده شده است که در کنار شالیزارهای گسترده و همچنین کشتزارها مانیوک، موز و سیب‌زمینی هندی جریان دارند. محصولات در زمین‌های کم‌ارتفاع کاشته می‌شوند و با آب شیرین کانال‌ها و آبراه‌های متصل به دریاچه ومباناد آبیاری می‌شوند. بخش پالاکاد، انبار غله کرالا، در کرانه رودخانه بهاراتاپوژا قرار دارد. تالاب‌های تریسور-پونانی کوله حاصلخیزند. تالاب‌های پونانی، هند در ساحل آبراه بیام قرار دارند. منحصر به فرد بودن کوتاناد در این است که بسیاری از این مزارع در زیر سطح دریا قرار دارند و توسط خاکریزهایی احاطه شده‌اند. این منطقه شبیه به خاکریزهای دریابند هلند است، جایی که خاک از دریا بازپس گرفته شده و محصولات در آن کشت می‌شوند.
تالاب ومباناد طبق تعریف کنوانسیون رامسر برای حفاظت و استفاده پایدار از تالاب‌ها، جزو تالاب‌های با اهمیت بین‌المللی است.

## گردشگری
مرداب‌های کرالا به صورت کانال‌هایی هستند که هم در امتداد سواحل دریای عرب و هم در داخل ایالت کرالا، از منطقه کوچین تا کولام کشیده شده‌اند. مسیرهای متنوعی در این کانال‌ها وجود دارند که قایق‌های خانه‌ای می‌توانند در آن‌ها حرکت کنند.

### مسیرهای اصلی قایق‌نوردی
از بین مقاصد مختلف مردابی کرالا، آلپی (آلاپوژا) و کوماراکوم محبوب‌ترین‌ها هستند. سفر با قایق خانه‌ای در مسیرهای دایره‌ای آن انجام می‌شود.
- جاذبه اصلی مسیر مردابی آلپی یا آلاپوژا که سفری یک‌روزه است، شالیزار کوتاناد است - کشت و زرعی که در سطحی پایین‌تر از دریا صورت می‌گیرد. یک مجسمه از بودا متعلق به قرن یازدهم، به نام کارومادیکوتان، در نزدیکی آلپی واقع شده است.
- مسیر مردابی کوماراکوم بیشتر برای پرنده‌نگری محبوبیت دارد و پناهگاه پرندگان کوماراکوم که در نزدیکی دریاچه ومباناد قرار دارد یکی دیگر از جاذبه‌های گردشی این منطقه است.[۳]
- در مسیر مردابی از آلپی به کوماراکوم، روستای کوتاناد واقع شده که با نام «کاسه برنج کرالا» هم شناخته می‌شود.
- مسیر مردابی از آلپی به آلومکاداوا: آلومکاداوا ۲۱ کیلومتر با کولام فاصله دارد. سفر دریایی بین کولام و آلپی طولانی‌ترین سفر دریایی مردابی در کرالا است و در مدت زمان ۸ ساعت طی می‌شود. این مسیر کل منطقه مردابی را پوشش می‌دهد و فقط بخش‌های کوچکی که فضای کافی برای قایق وجود ندارد از آن حذف می‌شوند. نیمی از مسافت در روز اول و نیمه دیگر در روز دوم طی می‌شود تا به کولام برسید. در طول این مسیر می‌توان از روستای الیاف نارگیل، شالیزارها (پایین‌تر از سطح دریا)، آمریتامانادها مات در والیکاوو، کوماراکودی و کاریمادیکوتان دیدن کرد.
- مسیر مردابی از آلپی به توتاپالی: یکی دیگر از مسیرهای آرام دریانوردی در مرداب‌های کرالا مسیر آلپی به توتاپالی است. در این مسیر خانه‌های سنتی در کرانه‌های آن به نام چاوارا باوان دیده می‌شود، سفر دریایی بر روی دریاچه پونامادا، معبد آمبالاپوژا، معبد بودایی کارومادیکوتان متعلق به قرن یازدهم و کلیسای چمپاکلوم از دیدنی‌های آن است.[۳]

## مسائل زیست‌محیطی
بیش از ۱۲۰۰ قایق خانه‌ای در مرداب‌ها تردد می‌کنند و تخمین زده می‌شود که حدود یک سوم آنها ثبت نشده‌اند. ارزیابی‌های زیست‌محیطی نشان داد که عملیات قایق‌های خانه‌ای در دریاچه ومباناد از ظرفیت اجرایی آن فراتر رفته است. به این دلیل، ذخایر ماهی تا حدی به دلیل نشت سوخت و قایق‌رانانی که به‌جای پرداخت هزینه و استفاده از تصفیه‌خانه‌های فاضلاب تعیین‌شده برای تخلیه تمیز توالت‌های زیستی خود، فاضلاب انسانی و سایر زباله‌ها را مستقیماً وارد دریاچه می‌کنند، کاهش یافته است. مردم محلی می‌گویند که حتی پس از جوشاندن، آب این مرداب‌ها یک لایه روغنی دارد و طعم بنزین می‌دهد.
در برخی ابراهه‌های منطقه، گیاه سنبل آبی مرداب‌ها را مسدود می‌کند و مانع رسیدن اکسیژن لازم برای بقای ماهیان می‌شود. این گیاه در تورهای ماهی‌گیری گیر می‌کند، ملخ قایق‌ها را مسدود می‌کند و محل مناسبی برای تکثیر پشه‌ها به‌شمار می‌رود. با مسدود شدن مرداب‌ها، مسیرهای قابل تردد برای قایق‌های خانه‌ای نیز محدود می‌شود.